# Thomas J. Weihs
Thomas Weihs (* 30. April 1914 in Wien; † 19. Juni 1983 in Aberdeen) war Arzt, Bauer, Heilpädagoge, Mitbegründer und führender Mitarbeiter der Camphillbewegung und ein Pionier der anthroposophischen Heilpädagogik.

## Leben
Thomas Johannes Weihs wurde als zweiter Sohn von Gertrude und Richard Weiss (Schreibweise wurde später geändert), die von Brody in der Ukraine nach Wien umgesiedelt waren, geboren. Während seines Medizinstudiums an der Universität Wien lernte er Karl König kennen und trat der Jugendgruppe bei, die später den Kern der Gründungsinitiative für Camphill in Schottland bildeten.
Wegen seiner jüdischen Herkunft floh er mit seiner ersten Frau, Helene Stoll, aus Österreich in die Schweiz, wo er in Basel sein Medizinstudium beendete. Danach, zu Kriegsanfang, folgte er König und den anderen nach Schottland. In der Nähe von Aberdeen, auf dem Hofgut Camphill, gründeten sie die heilpädagogische Arbeit für „seelenpflegebedürftige Kinder“, der er den Rest seines Lebens widmete.
Das schnelle Wachstum von Camphill brachte neue und vermehrte Verantwortungen mit sich, die ihn als Bauer, allgemeinen Handwerker, Arzt, Erzieher, Redner und Schriftsteller arbeiten ließen. 1957 wurde er von König zum Generaldirektor von Camphill ernannt. Bis dahin hatte er auch eine erfolgreiche eigene Praxis als Arzt, was auch die Mitarbeit in Königs eigener Praxis in London einschloss. Daneben reiste er viel, hielt Vorträge in Camphill-Einrichtungen in der ganzen Welt, wie auch in der Öffentlichkeit. So begegnete er auch dem BBC Film-Direktor Jonathan Stedall, der damals in seinem 28. Lebensjahr ein Freijahr dem Studium der Anthroposophie in Emerson College widmete. Ihre Zusammenarbeit führte zu den verschiedenen Filmdokumentationen, die Stedall über Campill für die BBC drehte, wie „The Candle on the Hill“.
Das bekannteste Werk von Thomas Weihs, sein Buch „Children in Need of Special Care“ (Deutsch: Das entwicklungsgestörte Kind. Heilpädagogische Erfahrungen in der therapeutischen Gemeinschaft), wurde 1971 veröffentlicht und ist inzwischen in mehreren Auflagen und in 14 Sprachen erschienen.
Sein letztes Buch, „Embryogenesis in Myth and Science“, stellte er auf seinem Sterbebett fertig. Nach seinem Tod wurde es veröffentlicht.
Seine Arbeit als Bildhauer hat eine Anzahl von Werken hervorgebracht, die über viele der Camphill-Höfe und öffentlichen Gebäuden verbreitet sind.

## Filme über Camphill von Jonathan Stedall
1967–68 In Need of Special Care (BBC2 2 × 60'):
1. Camphill School, Aberdeen – for children with special needs. (Awarded British Film Academy ‘Robert Flaherty Award’ for best documentary in 1968, and nominated for ‘United Nations Award’.)
2. Botton Village, Yorkshire – a Camphill Community for adults with special needs. (Also nominated for British Film Academy ‘United Nations Award’.)
1973
In Defence of the Stork (BBC1 30') – connections between embryology and the story of creation in the book of Genesis, with Camphill’s Dr Thomas Weihs.
1990
Candle on the Hill (BBC2 3 × 50') – celebrating the 50th anniversary of the Camphill movement and its work for children and adults with special needs.

## Werke
- Das entwicklungsgestörte Kind. Heilpädagogische Erfahrungen in der therapeutischen Gemeinschaft, Freies Geistesleben, 1995, ISBN 978-3-7725-1209-4
- Embryogenesis in Myth and Science, Floris Books, 2008, ISBN 978-0-86315-671-7
- Thomas J. Weihs and Wain Farrants: The Farm as an Individuality; Editor Baruch Luke Urieli, Camphill Villages Trust, 1965